# TVNZ
Television New Zealand (TVNZ) – nowozelandzki telewizyjny nadawca publiczny i zarazem główny nadawca telewizyjny w kraju. Powstał w 1979 roku.